# Jurij Piesienko
Jurij Andriejewicz Piesienko (ros. Юрий Андреевич Песенко, ur. 18 października 1944 w Leningradzie, zm. 23 września 2007 w Petersburgu) – rosyjski entomolog specjalizujący się w apidologii.

## Życiorys
Urodził się w Leningradzie, ale dzieciństwo i młodość spędził w Rostowie nad Donem i w 1961 rozpoczął studia na Wydziale Biologii i Gleboznawstwa tamtejszego uniwersytetu państwowego. W 1962 rozpoczął badania nad ekologią, etologią i fenologią pszczół. W badaniach i studiach doszło do trzyletniej przerwy w związku z odbyciem służby wojskowej, za którą odznaczony został Medalem Dwudziestolecia zwycięstwa w Wielkiej Wojnie Ojczyźnianej. W 1969 otrzymał tytuł magistra nauk przyrodniczych, po czym przez rok pracował jako inspektor ds. kwarantanny roślin. W latach 1970–1973 odbył studia podyplomowe we Wszechrosyjskim Instytucie Badawczym Ochrony Roślin w Petersburgu. W 1973 uzyskał stopień kandydata nauk przyrodniczych, dzięki rozprawie poświęconej ekologii i faunistyce pszczół dorzecza dolnego Donu. Od 1973 pracował w Laboratorium Taksonomii Owadów Instytutu Zoologicznego Rosyjskiej Akademii Nauk, przy czym do 1989 jako młodszy badacz, od 1989 do 1992 jako starszy badacz i od 1992 jako wiodący badacz. W 1992 otrzymał stopień doktora nauk przyrodniczych (odpowiednik habilitacji) na podstawie pracy poświęconej metodologii analiz taksonomicznych i ekofaunistycznych na przykładzie pszczół. 
Był autorem 139 publikacji, w tym 9 monografii. Ponad 70 jego publikacji naukowych poświęconych było pszczołom, zwłaszcza rodzinie smuklikowatych. Dotyczą one ich ekologii, fenologii, etologii, taksonomii i filogenezy. Część prac poświęcił zastosowaniom metod obliczeniowych w biogeografii, faunistyce i ekologii. Zajmował się również problematyką metodologii stosowanej w badaniach taksonomicznych i filogenetycznych. Napisał monografię miesierki lucernówki, a wspólnie z Władimirem Radczenką dokonał monograficznego opracowania biologii pszczół. Jest autorem tomu „Fauny ZSRR”, poświęconego plemieniu Nomoidini oraz współautorem klucza do oznaczania polskich smuklikowatych. Dokonał rewizji systematycznych rodzajów Cellariella, Ceylalictus, Dufourea s. str., Evylaeus, Lasioglossum s. str., Nomioides i Pachyhalictus.
Opisał 115 nowych dla nauki taksonów, w tym 45 podrodzajów i 63 gatunki. Na jego cześć nazwano gatunki Andrena pesenkoi Osytshnjuk, 1984, Nomada pesenkoi Schwarz, 1987 i Phradis pesenkoi Khalaim, 2007.
Był członkiem Rosyjskiego Towarzystwa Entomologicznego. Należał do redakcji czasopism naukowych: Entomologiczeskoje Obozrienije, Entomological  Review, Zoologiczeskij Żurnal, Ekologija i Żurnal Obszczej Biologii.